# Guillaume de Luxembourg (1963)
Pour les articles homonymes, voir Guillaume de Luxembourg et Guillaume.
Le prince Guillaume de Luxembourg, né le 1er mai 1963
au château de Betzdorf, est le fils cadet du grand-duc Jean de Luxembourg et de la grande-duchesse Joséphine-Charlotte de Belgique. Il est le frère de l'actuel grand-duc Henri de Luxembourg et le neveu du roi Albert II de Belgique et le cousin de l'actuel roi Philippe de Belgique.
En septembre 2000, le prince Guillaume et son épouse, la princesse Sibilla, ont été victimes d'un grave accident de voiture en France. Le prince est resté plusieurs jours dans le coma, ce qui a entraîné le report de l'abdication de son père le grand-duc Jean de Luxembourg au profit du grand-duc héritier Henri de Luxembourg.

## Formation et vie professionnelle
Guillaume de Luxembourg est baptisé le 13 mai 1963. Ses parrain et marraine sont : Louis Napoléon et Marie-Christine de Savoie-Aoste.
Le prince effectue ses études secondaires au Luxembourg et en Suisse. Il est diplômé en 1987 de l'Université de Georgetown aux États-Unis. Il travaille ensuite comme stagiaire au bureau du directeur exécutif du Fonds monétaire international à Washington et à la Commission des Communautés Européennes à Bruxelles. 
En octobre 1992, il devient président de Lux-Development, société qui met en œuvre le programme bilatéral et intergouvernemental d'aide au développement du gouvernement luxembourgeois. Le prince est aussi membre des conseils d'administration d'Arcelor-Mittal, Victory Asset Management S.A.,  et de la Banque Générale du Luxembourg-Paribas, et accorde son haut patronage à la Fédération Luxembourgeoise de Basketball et à la section Jeunesse Prince Guillaume de l'Harmonie Municipale de la Ville de Differdange.
Le prince Guillaume est le président de la Fondation du Mérite Jeunesse, qui a été lancée au grand-duché par son père le grand-duc Jean en 1993.
Il est l'un des parrains du prince Achíleas-Andréas (né le 12 août 2000), prince de Grèce et de Danemark, second fils et troisième enfant du diadoque Paul de Grèce et de Marie-Chantal Miller.

## Mariage et descendance
Le 8 septembre 1994, il épouse civilement à Sélestat en Alsace et religieusement à Versailles le 24 septembre suivant Sibilla Weiller, fille de Paul-Annik Weiller (1933-1998) et de donna Olimpia Torlonia (née en 1943). Si la jeune mariée ne porte aucun titre à sa naissance, elle est toutefois apparentée à la haute noblesse européenne, par ses grands-parents maternels, le prince Alessandro Torlonia di Civitella-Cesi et l'infante Beatriz d'Espagne, et par ses grands-parents paternels, le commandant Paul-Louis Weiller, grand-croix de la Légion d'honneur (ex-époux de la princesse Alexandra Ghica), et lady John Wriothesley Russell (née Alíki Diplarákou).
Le couple a quatre enfants, bénéficiant du traitement d'altesse royale : 
- le prince Paul-Louis Jean Marie Guillaume de Nassau (Luxembourg, 4 mars 1998), officier.
- le prince Léopold Guillaume Marie Joseph de Nassau (Luxembourg, 2 mai 2000)
- la princesse Charlotte Wilhelmine Maria da Gloria de Nassau (Luxembourg, 2 mai 2000)
- le prince Jean André Guillaume Marie Gabriel Marc d'Aviano de Nassau (Luxembourg, 13 juillet 2004)